# Eretmocerus eremicus
Eretmocerus eremicus är en stekelart som beskrevs av Rose och Gregory Zolnerowich 1997. Eretmocerus eremicus ingår i släktet Eretmocerus och familjen växtlussteklar.
Artens utbredningsområde är:
- Belgien.
- Egypten.
- Förenade Arabemiraten.
- Italien.
- Marocko.
- Spanien.

Inga underarter finns listade i Catalogue of Life.